# Japan op de Paralympische Winterspelen 2014
Japan is een van de landen die deelneemt aan de Paralympische Winterspelen 2014 in Sotsji, Rusland.

## Medailleoverzicht
| Sport       | Paralympiër    | Onderdeel             | Medaille |
| ----------- | -------------- | --------------------- | -------- |
| Alpineskiën | Akira Kano     | Super G, zittend (m)  | Goud     |
| Alpineskiën | Akira Kano     | Afdaling, zittend (m) | Goud     |
| Alpineskiën | Takeshi Suzuki | Slalom, zittend (m)   | Goud     |
|             |                |                       |          |
| Alpineskiën | Taiki Morii    | Super G, zittend (m)  | Zilver   |
|             |                |                       |          |
| Alpineskiën | Takeshi Suzuki | Afdaling, zittend (m) | Brons    |
| Biatlon     | Kozo Kubo      | 7.5 km, zittend (m)   | Brons    |

## Deelnemers en resultaten
(m) = mannen, (v) = vrouwen 

### Alpineskiën
| Paralympiër               | Onderdeel                    | Resultaat      | Prestatie         |
| ------------------------- | ---------------------------- | -------------- | ----------------- |
| Toshihiro Abe             | Super G, staand (m)          | 12e            | 1:27.82           |
| Toshihiro Abe             | Slalom, staand (m)           | 19e            | 1:57.92           |
| Toshihiro Abe             | Reuzenslalom, staand (m)     | 6e             | 2:36.33           |
| Akira Kano                | Afdaling, zittend (m)        | Goud           | 1:23.80           |
| Akira Kano                | Super G, zittend (m)         | Goud           | 1:19.51           |
| Akira Kano                | Slalom, zittend (m)          | 7e             | 1:59.79           |
| Akira Kano                | Supercombinatie, zittend (m) | DNF            | Niet gefinisht    |
| Reuzenslalom, zittend (m) | DNF                          | Niet gefinisht |                   |
| Gakuta Koike              | Afdaling, staand (m)         | DNF            | Niet gefinisht    |
| Gakuta Koike              | Super G, staand (m)          | 9e             | 1:25.54           |
| Gakuta Koike              | Slalom, staand (m)           | DNF            | Niet gefinisht    |
| Gakuta Koike              | Supercombinatie, staand (m)  | 10e            | 2:19.48           |
| Gakuta Koike              | Reuzenslalom, staand (m)     | 9e             | 2:38.07           |
| Hiraku Misawa             | Afdaling, staand (m)         | 9e             | 1:28.13           |
| Hiraku Misawa             | Super G, staand (m)          | DNF            | Niet gefinisht    |
| Hiraku Misawa             | Slalom, staand (m)           | DNF            | Niet gefinisht    |
| Hiraku Misawa             | Supercombinatie, staand (m)  | 9e             | 2:18.66           |
| Hiraku Misawa             | Reuzenslalom, staand (m)     | DNF            | Niet gefinisht    |
| Taiki Morii               | Afdaling, zittend (m)        | DNF            | Niet gefinisht    |
| Taiki Morii               | Super G, zittend (m)         | Zilver         | 1:21.60           |
| Taiki Morii               | Slalom, zittend (m)          | 4e             | 1:57.74           |
| Taiki Morii               | Supercombinatie, zittend (m) | DNF            | Niet gefinisht    |
| Taiki Morii               | Reuzenslalom, zittend (m)    | 7e             | 2:36.08           |
| Kenji Natsume             | Afdaling, zittend (m)        | DNF            | Niet gefinisht    |
| Kenji Natsume             | Super G, zittend (m)         | DNF            | Niet gefinisht    |
| Kenji Natsume             | Slalom, zittend (m)          | DNF            | Niet gefinisht    |
| Kenji Natsume             | Supercombinatie, zittend (m) | 6e             | 2:28.04           |
| Kenji Natsume             | Reuzenslalom, zittend (m)    | 16e            | 2:46.83           |
| Takeshi Suzuki            | Afdaling, zittend (m)        | Brons          | 1:24.75           |
| Takeshi Suzuki            | Super G, zittend (m)         | DNF            | Niet gefinisht    |
| Takeshi Suzuki            | Slalom, zittend (m)          | Goud           | 1:53.78           |
| Takeshi Suzuki            | Supercombinatie, zittend (m) | DNF            | Niet gefinisht    |
| Takeshi Suzuki            | Reuzenslalom, zittend (m)    | 10e            | 2:39.01           |
| Akira Taniguchi           | Slalom, zittend (m)          | DNF            | Niet gefinisht    |
| Akira Taniguchi           | Reuzenslalom, zittend (m)    | DNF            | Niet gefinisht    |
| Akira Taniguchi           | Super G, zittend (m)         | DNF            | Niet gefinisht    |
| Akira Taniguchi           | Supercombinatie, zittend (m) | 7e             | 2:34.71           |
| Masahiko Tokai            | Super G, staand (m)          | DNS            | Niet gestart      |
| Masahiko Tokai            | Slalom, staand (m)           | 11e            | 1:51.17           |
| Masahiko Tokai            | Reuzenslalom, staand (m)     | 10e            | 2:38.12           |
| Fukutaro Yamazaki         | Slalom, staand (m)           | 30e            | 2:16.36           |
| Fukutaro Yamazaki         | Reuzenslalom, staand (m)     | 26e            | 2:59.03           |
|                           |                              |                |                   |
| Momoka Muraoka            | Super G, zittend (v)         | DSQ            | Gediskwalificeerd |
| Momoka Muraoka            | Slalom, zittend (v)          | 9e             | 2:53.01           |
| Momoka Muraoka            | Reuzenslalom, zittend (v)    | 5e             | 3:01.72           |
| Yoshiko Tanaka            | Slalom, zittend (v)          | 7e             | 2:35.79           |
| Yoshiko Tanaka            | Reuzenslalom, zittend (v)    | 7e             | 3:20.50           |

### Biatlon
| Paralympiër     | Onderdeel            | Resultaat | Prestatie    |
| --------------- | -------------------- | --------- | ------------ |
| Kozo Kubo       | 7.5 km, zittend (m)  | Brons     | 21:45.6      |
| Kozo Kubo       | 12.5 km, zittend (m) | 6e        | 37:33.9      |
| Kozo Kubo       | 15 km, zittend (m)   | 6e        | 46:07.5      |
| Keiichi Sato    | 7.5 km, staand (m)   | 13e       | 20:56.4      |
| Keiichi Sato    | 12.5 km, staand (m)  | 10e       | 32:39.5      |
| Keiichi Sato    | 15 km, staand (m)    | 10e       | 40:19.6      |
|                 |                      |           |              |
| Yurika Abe      | 6 km, zittend (v)    | 13e       | 24:09.3      |
| Momoko Dekijima | 6 km, staand (v)     | 8e        | 20:38.6      |
| Momoko Dekijima | 10 km, staand (v)    | 9e        | 33:21.1      |
| Momoko Dekijima | 12.5 km, staand (v)  | 7e        | 42:42.0      |
| Shoko Ota       | 6 km, staand (v)     | 6e        | 19:47.5      |
| Shoko Ota       | 10 km, staand (v)    | DNS       | Niet gestart |

### Langlaufen
| Paralympiër                                         | Onderdeel                     | Resultaat | Prestatie    |
| --------------------------------------------------- | ----------------------------- | --------- | ------------ |
| Keigo Iwamoto                                       | 1 km sprint, staand (m)       | 32e       | Kwalificatie |
| Keigo Iwamoto                                       | 10 km, staand (m)             | 33e       | 31:02.7      |
| Kozo Kubo                                           | 10 km, zittend (m)            | 5e        | 31:39.2      |
| Kozo Kubo                                           | 15 km, zittend (m)            | 14e       | 46:03.0      |
| Yoshihiro Nitta                                     | 1 km sprint, staand (m)       | 12e       | Halve finale |
| Yoshihiro Nitta                                     | 10 km, staand (m)             | 17e       | 26:13.8      |
| Yoshihiro Nitta                                     | 20 km, staand (m)             | 4e        | 54:10.2      |
| Keiichi Sato                                        | 1 km sprint, staand (m)       | 22e       | Kwalificatie |
| Keiichi Sato                                        | 10 km, staand (m)             | 22e       | 27:20.2      |
|                                                     |                               |           |              |
| Yurika Abe                                          | 1 km sprint, staand (v)       | 9e        | Halve finale |
| Yurika Abe                                          | 5 km, staand (v)              | 9e        | 15:00.6      |
| Yurika Abe                                          | 15 km, staand (v)             | 8e        | 56:01.4      |
| Momoko Dekijima                                     | 1 km sprint, staand (v)       | 10e       | Halve finale |
| Momoko Dekijima                                     | 5 km, staand (v)              | 6e        | 14:28.5      |
| Mayuko Eno                                          | 1 km sprint, zittend (v)      | 21e       | Kwalificatie |
| Mayuko Eno                                          | 5 km, zittend (m)             | 21e       | 23:33.6      |
| Shoko Ota                                           | 1 km sprint, staand (v)       | 8e        | Halve finale |
| Shoko Ota                                           | 5 km, staand (v)              | 10e       | 15:03.9      |
|                                                     |                               |           |              |
| Momoko Dekijima Kozo Kubo Yoshihiro Nitta Shoko Ota | 4 x 2.5 km, estafette gemengd | 7e        | 29:25.6      |